# Titre cardinalice
Un titre cardinalice est un titre rattachant symboliquement chaque cardinal de l'Église catholique romaine au clergé romain et donc au clergé du pape, évêque de Rome.

## Origine
Dans les premiers temps de l'Église, le pape, évêque de Rome, était élu par le clergé romain et le peuple romain (clero et populo). 
Lorsque, pour renforcer sa légitimité et sa suprématie sur l'Église universelle, l'évêque de Rome ne fut plus élu par le clergé romain mais par des cardinaux venus de toute la chrétienté, chaque cardinal se vit confier un titre le rattachant au clergé romain et témoignant de sa proximité et de sa soumission à l'évêque de Rome. 
Ce titre, ou titulus, est depuis attribué aux cardinaux le jour de leur création. Ce lien avec la ville de Rome est principalement symbolique, le cardinal ne s'immisçant pas dans le quotidien de l'église dont il porte le titre, même si une cérémonie de prise de possession a souvent lieu quelques semaines ou quelques mois après la création du cardinal.

## Diaconies, paroisses et diocèses

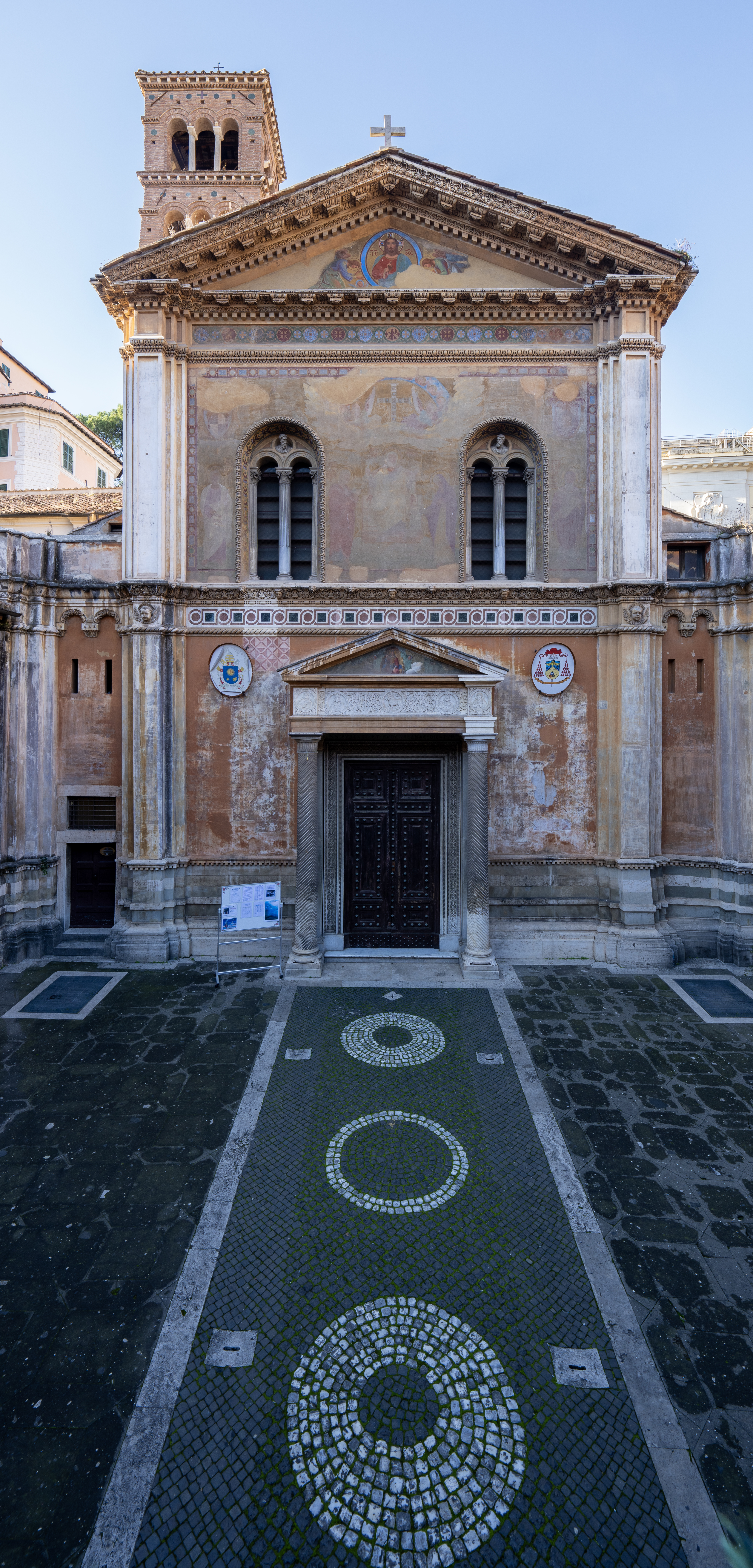
Façade de la basilique Santa Pudenziana ornée à gauche des armes de François et à droite des armes de son titulaire, le cardinal Joachim Meisner.

Chaque cardinal se voit ainsi attribuer une diaconie, une paroisse ou l'un des sept diocèses suburbicaires. L'église à laquelle est rattachée le titre est alors ornée des armoiries de son titulaire en plus de celles du pape, évêque de Rome. Le cardinal titulaire peut également exercer une fonction de mécène et de collecteur de fonds pour contribuer à l'entretien ou la rénovation de son église.
Ces trois types de titre caractérisent les trois ordres de cardinaux : cardinaux-diacres, cardinaux-prêtres et cardinaux-évêques.

### Diaconies
Les diaconies, héritières des quatorze diaconies de la Rome primitive, sont attribuées aux cardinaux-diacres. De même que le diacre au sein de l'église exerce un ministère au service de la communauté, le cardinal-diacre est généralement un cardinal servant dans les services de la curie. 
Au bout de dix ans dans l'ordre des cardinaux-diacres, un cardinal peut choisir d'être élevé à l'ordre des cardinaux-prêtres. Dans ce cas, sa diaconie est élevée pro hac vice, c'est-à-dire pour la circonstance, au rang de paroisse, et cela jusqu'au décès de son titulaire. 
Les diaconies sont aujourd'hui au nombre d'une soixantaine.

### Paroisses
Les cardinaux-prêtres, souvent issus des grands archevêchés du monde entier et qui constituent la grande majorité du Collège cardinalice, se voient attribuer une paroisse romaine. Leur titre de prêtre rappelle leur mission de pasteur pour une église particulière.

### Diocèses suburbicaires
En plus des diaconies et des paroisses, sept titres épiscopaux des sept diocèses entourant immédiatement le diocèse de Rome, appelés diocèses suburbicaires, sont également attribués à des cardinaux, même si chacun de ces diocèses conserve à sa tête un simple évêque. Les cardinaux ne sont jamais créés dans l'ordre des évêques. Les titres épiscopaux sont attribués par le pape, après le décès de leur précédent titulaire, à un cardinal de l'ordre des prêtres, ou plus rarement des diacres, qui perd alors son titre presbytéral ou diaconal. 
Ces sept diocèses sont :
- Ostia,
- Palestrina,
- Sabina–Poggio Mirteto,
- Porto-Santa Rufina,
- Albano,
- Frascati,
- Velletri-Segni.

Depuis 1914, le titre de cardinal-évêque d'Ostie est cumulé avec le titre de cardinal-évêque du cardinal de l'ordre des évêques élus par ses pairs doyen du Collège des cardinaux de sorte qu'il n'y a en fait que six cardinaux-évêques à qui sont attribués les sept diocèses suburbicaires, auxquels s'ajoutent les cardinaux-patriarches, issus des églises orientales rattachées à Rome, qui ont rang de cardinaux-évêques, mais ne se voient pas attribuer de titre.

## Titres traditionnellement liés à un siège ou à un pays
Les titres cardinalices sont attribués, de manière générale, en distribuant les titres vacants au moment des consistoires au cours desquels sont créés les nouveaux cardinaux. Cependant, pour différentes raisons, quelques paroisses sont traditionnellement attribuées aux cardinaux venus de certains grands archevêchés ou de certains pays. 
On peut citer en particulier:
- Le titre de la Trinité des Monts, attaché à l'une des églises françaises à Rome, a été constamment attribué à un cardinal français, souvent l'archevêque de Lyon, depuis 1794.
- Le titre de Saints-Boniface-et-Alexis est, depuis 1905, porté par des cardinaux brésiliens.
- Le titre de San Callisto n'a été attribué, de 1924 à 2012, qu'aux archevêques de Naples.
- Le titre de Saint-Jean-Saint-Paul a été attribué à l'archevêque de New York de 1946 à 2015. En 2016, il est attribué à Jozef De Kesel, archevêque de Malines-Bruxelles.
- Le titre de Saint-Louis des Français a toujours été porté par l'archevêque ou l'archevêque émérite de Paris depuis sa création en 1967.
- Le titre de Saint-Marc est porté depuis 1962 par les patriarches ou anciens patriarches de Venise
- Le titre de Saint Patrick est porté par l'archevêque ou l'archevêque émérite d'Armagh, primat d'Irlande depuis sa création en 1965 et jusqu'au décès du cardinal Daly en 2009. Depuis 2012, il est attribué au cardinal canadien Thomas Christopher Collins.
- Le titre de Nostra Signora del Santissimo Sacramento e Santi Martiri Canadesi est revenu, depuis sa création en 1965 et jusqu'à la mort du cardinal Jean-Claude Turcotte en 2015, à un cardinal canadien. Il a été attribué en 2016 au cardinal bangladais Patrick D'Rozario.
- Le titre de Beata Maria Vergine Addolorata a piazza Buenos Aires a toujours été attribué, depuis sa création en 1967, à des cardinaux argentins.
- Le titre de San Girolamo dei Croati est porté depuis 1983 par les archevêques (ou archevêques émérites) de Zagreb
- Le titre de Nostra Signora di Guadalupe e San Filippo Martire in Via Aurelia, lié à l'église nationale mexicaine à Rome, a toujours été porté par des cardinaux mexicains depuis sa création en 1991.
- Le titre de Sant'Antonio in Campo Marzio créé en 2001 et attaché à l'église nationale portugaise à Rome, devrait rester attribué à des cardinaux portugais
- Le titre de Santa Maria in Monserrato degli Spagnoli créé en 2003 et attaché à l'église nationale espagnole à Rome,  devrait rester attribué à des cardinaux espagnols.